# ABCs of Death 2
Série
The ABCs of Death
(2012) ABCs of Death 2.5
(2014)
Pour plus de détails, voir Fiche technique et Distribution.
ABCs of Death 2 est un film à sketches d'horreur américano-néo-zélandais sorti en 2014.

## Synopsis
26 réalisateurs de par le monde, venant de tous horizons, vont recevoir une des 26 lettres de l'alphabet, et avec cette lettre, vont devoir imaginer une façon de mourir, et la mettre en scène :
1. Amateur : E. L. Katz ;
2. Badger : Julian Barratt ;
3. Capital Punishment : Julian Gilbey ;
4. Deloused : Robert Morgan ;
5. Equilibrium : Alejandro Brugués ;
6. Falling : Aharon Keshales et Navot Papushado (en) ;
7. Grandad : Jim Hosking ;
8. Head Games : Bill Plympton ;
9. Invincible : Erik Matti ;
10. Jesus : Dennison Ramalho ;
11. Knell : Kristina Buožytė et Bruno Samper ;
12. Legacy : Lancelot Oduwa Imasuen ;
13. Masticate : Robert Boocheck ;
14. Nexus : Larry Fessenden ;
15. Ochlocracy (Mob Rule) : Hajime Ohata ;
16. P-P-P-P SCARY! : Todd Rohal ;
17. Questionnaire : Rodney Ascher ;
18. Roulette : Marvin Kren ;
19. Split : Juan Martinez Moreno ;
20. Torture Porn : Jen et Sylvia Soska ;
21. Utopia : Vincenzo Natali ;
22. Vacation : Jerome Sable ;
23. Wish : Steven Kostanski ;
24. Xylophone : Julien Maury et Alexandre Bustillo ;
25. Youth : Soichi Umezawa ;
26. Zygote : Chris Nash.

## Fiche technique
- Titre : ABCs of Death 2
- Réalisation : Rodney Ascher, Julian Barratt, Robert Boocheck, Alejandro Brugués, Kristina Buožytė et Bruno Samper, Larry Fessenden, Julian Gilbey, Jim Hosking, Steven Kostanski, Marvin Kren, Hajime Ohata, Lancelot Oduwa Imasuen, E. L. Katz, Aharon Keshales et Navot Papushado (en), Erik Matti, Julien Maury et Alexandre Bustillo, Juan Martinez Moreno, Robert Morgan, Chris Nash, Vincenzo Natali, Bill Plympton, Dennison Ramalho, Todd Rohal, Jerome Sable, Jen et Sylvia Soska et Soichi Umezawa
- Société(s) de production : Drafthouse Films, Magnet Releasing et Timpson Films
- Pays d’origine :  États-Unis,  Nouvelle-Zélande
- Genre : Film d'horreur
- Durée : 125 minutes
- Dates de sortie :
  - États-Unis : 2 octobre 2014

## Accueil
Le film a reçu un accueil mitigé de la critique. Il obtient un score moyen de 53 % sur Metacritic.